# جولز إيرفينغ
جولز إيرفينغ (بالإنجليزية: Jules Irving)‏ هو ممثل أمريكي، ولد في 13 أبريل 1925، وتوفي في 28 يوليو 1979 في الولايات المتحدة بسبب نوبة قلبية.

## وصلات خارجية
- جولز إيرفينغ على موقع IMDb (الإنجليزية)
- جولز إيرفينغ على موقع قاعدة بيانات برودواي على الإنترنت (الإنجليزية)
- جولز إيرفينغ على موقع قاعدة بيانات برودواي على الإنترنت (الإنجليزية)